# Merchant Taylors’ School (Northwood)

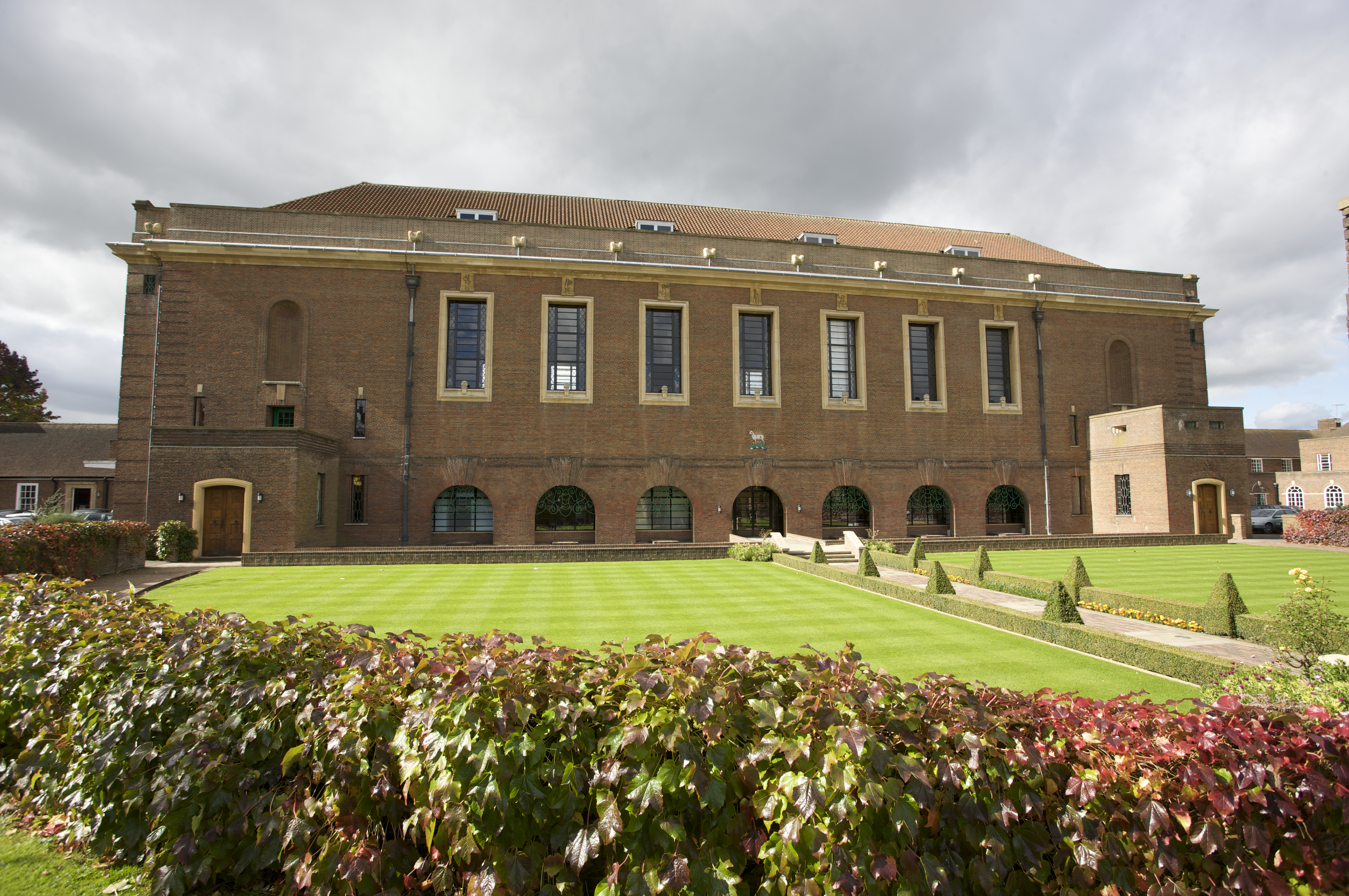
Merchant Taylors' School (2008)

Die Merchant Taylors’ School wurde 1561 von Thomas White und Richard Hilles gegründet. Die Schule befand sich ursprünglich in einem Haus mit Namen Manor of the Rose im Bereich der Kirchengemeinde St.Lawrence Pountney in London. Die Schule gehört zu den neun Schulen, die im Public Schools Act von 1868 genannt werden. Heute besuchen rund 850 Jungen zwischen 11 und 18 Jahren die Schule.

## Geschichte
Thomas White war ein Tuchhändler und Mitglied der Gilde der Merchant Taylor Company. Die Gilde hatte bereits zuvor Schulen u. a. in Macclesfield und Wolverhampton gegründet. Schulen waren zuvor oft an Klöster gebunden und mit der Reformation unter Heinrich VIII. waren sie ebenso aufgelöst worden. In den Jahren nach 1550 kam es daher zu Neugründungen von Schulen. White gründete auch das St. John’s College an der University of Oxford und legte damit eine traditionell enge Beziehung der Schule zur Universität an.
Die Schule war von den wiederholten Pestepidemien in London betroffen. Sie nahm deswegen in den Jahren 1636 und 1637 keine Schüler auf. 1666 wurde die Schule im großen Feuer, das die Stadt weitgehend vernichtete, ebenfalls zerstört. Erst 1675 konnte die Schule ein neues Gebäude beziehen.
1866 kaufte die Merchant Taylor Company ein 22.000 m² großes Grundstück in der Goswell Street von der Charterhouse Stiftung. Das neue Gebäude, das 1875 bezogen wurde, machte nicht nur eine Modernisierung der Schule, sondern auch eine Vergrößerung der Schülerzahl möglich.
Doch Spencer Leeson, der 1927 die Leitung der Schule übernahm, betrieb ihre Verlegung hinaus aus dem Zentrum der Stadt in den Bereich zwischen den Vororten Ruislip, Northwood und Rickmansworth, um ihr noch mehr Platz zu geben. Das Gelände bei Sandy Lodge wurde 1929 gekauft und der alte Schulort an das St Bartholomew’s Hospital verkauft. Die Schule bezog ihren neuen Bau im Sommer 1933.

## Berühmte Schüler
- Lancelot Andrewes – Bischof von Winchester und Bibelübersetzer
- Joost de Blank – anglikanischer Theologe und Erzbischof von Kapstadt
- John Burton – Arzt und Antiquar
- Donald Coggan – Erzbischof von Canterbury
- Reginald Copleston – Bischof von Colombo 1875–1902 und Bischof von Kalkutta und Metropolit von Indien 1902–1913
- William Joynson-Hicks, 1. Viscount Brentford – Britischer Innenminister 1924–1929
- William Juxon – Erzbischof von Canterbury
- Samuel Palmer – Landschaftsmaler
- Michael Peschardt – Auslandskorrespondent der BBC
- Edwin Sandys – früher britischer Kolonialpolitiker
- Peter Selby – Bischof von Worcester
- Edmund Spenser – elisabethanischer Dichter
- John Walter – Gründer der Zeitung The Times